# Ingusok
Az ingusok a Kaukázus egyik őshonos népcsoportja, elsősorban Ingusföldön, az Oroszországi Föderáció egyik autonóm köztársaságában élnek. Beszélt nyelvük az északkelet-kaukázusi nyelvek közé tartozó ingus, amely a cirill ábécét használja. Lélekszámuk a 2010-es népszámlálás szerint 444 833 fő, de a hivatalos adatok vitatottak. A lakosság túlnyomó többsége szunnita muszlim.

## Történelem

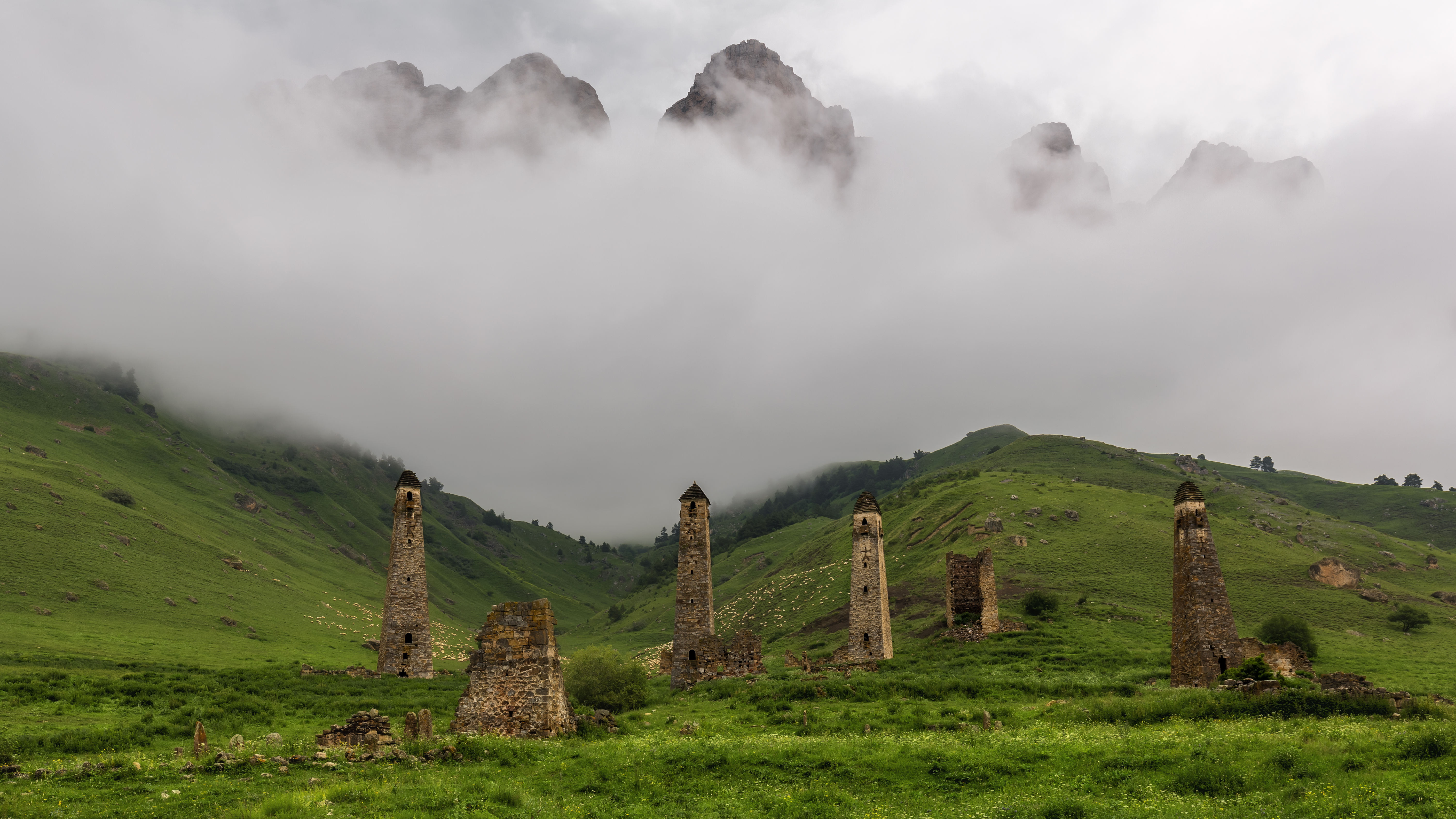
Ingus kőtornyok

A fennmaradt történelmi források alapján valószínűsíthető, hogy az ingusok mindig is azon a területen éltek, amelyet ma is benépesítenek, nincs nyoma semmilyen nagyobb vándorlásnak. Az ókor késői és a középkor korai időszakában lezajló globális felmelegedés miatt a Kaukázustól északra elterülő sztyepp éghajlata szárazabbá vált, ezzel szemben az ingusok által benépesített magashegyi területek alkalmasabbá váltak a mezőgazdasági termelésre, így itt alakultak ki a lokális hatalmi központok. A középkor későbbi szakaszában bekövetkezett kis jégkorszak hatására a hóhatár lejjebb került, perifériává változtatva Ingusföldet. A korabeli építészet leglátványosabb alkotásai a kőből épült erőd tornyok.

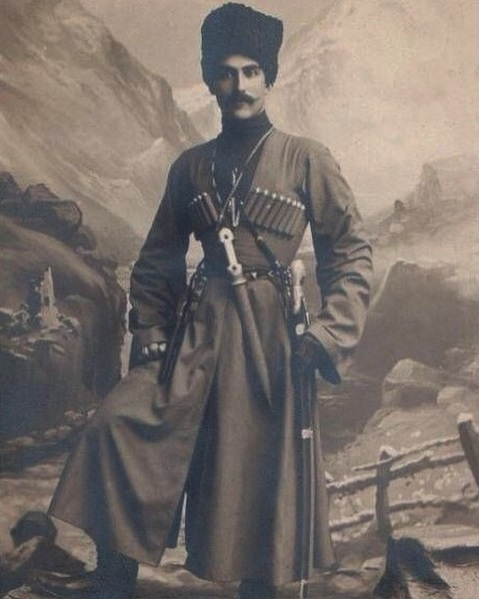
Ingus harcos fényképe

Az oroszok az 1500-as évektől kezdődően fokozatosan hódították meg a Kaukázust, ez a folyamat az 1800-as évekre fejeződött be. Az elhúzódó, véres háborúk során az oroszok a csecsenek és az ingusok részéről kiemelkedően erős ellenállásba ütköztek, emiatt egész falvak lakosságát mészárolta le a hadsereg és a hegyvidéki ingus lakosságot erőszakkal deportálták az alföldi területekre. Az aranykorát élő orosz irodalom előszeretettel romantizálta a kaukázusi háborút, a muzulmán csecseneket és ingusokat pedig mint banditákat ábrázolta, megalapozva a máig elterjedt előítéleteket.

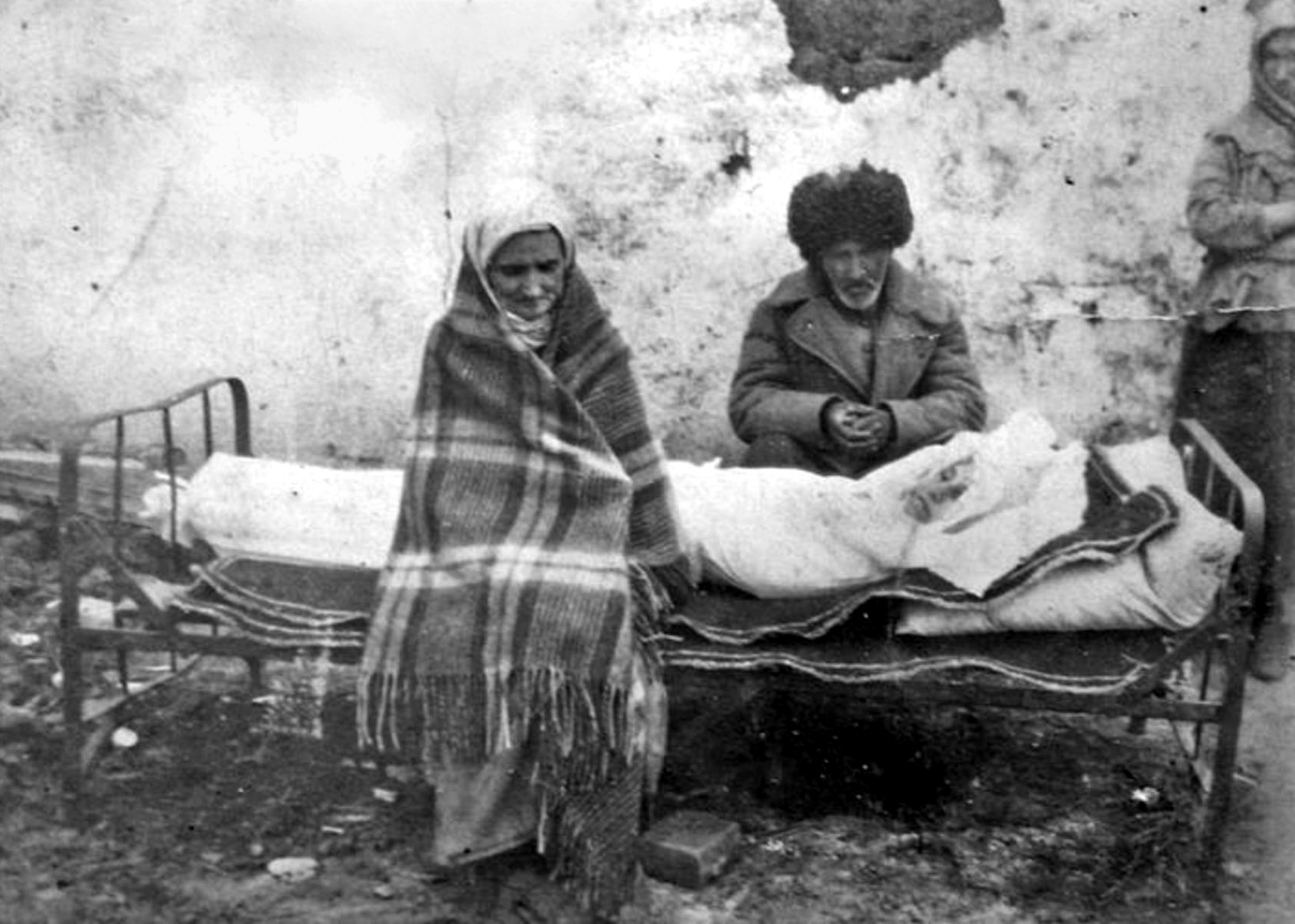
Kazahsztánba deportált ingus szülők lányuk holttesténél

A Szovjetunió megalakulását követő időszakban megalakult a Csecsen-Ingus ASZSZK, lezajlott a lakosság kolhozokba kényszerítése és a helyi értelmiség megsemmisítése. A második világháború során Ingusföld egy része rövid időre német megszállás alá került, ezt követően a szovjet vezetés számos másik népcsoporttal (például a csecsenekkel, kalmükökkel és krími tatárokkal) együtt megvádolta az ingusokat is a nácikkal való szimpatizálással és kollaborációval. Miközben 40 000 csecsen és ingus férfi harcolt a fronton a Szovjetunió seregében (a teljes lakosság 10%-a), 1944-ben a kollektív bűnösség jegyében megkezdődött a népesség fennmaradó részének deportálása Kazahsztánba és Szibériába. A kitelepítés extrémen kegyetlen körülmények között zajlott, az otthonukat hátrahagyni kényszerülő ingusokat számos esetben 30-40 kilométeren keresztül gyalogoltatták téli körülmények között, a lemaradó betegeket, gyengéket és időseket lelőtték. Az út során, valamint  a szovjet katonák által végrehajtott tömegmészárlásokban a becslések szerint meghalt a népcsoport tagjainak egyharmada. Az eseményeket követően a kommunista vezetés sokáig tagadta az atrocitásokat, ennek ellenére az Európai Parlament 2004-ben népirtásnak nyilvánította az deportációt.

Annak ellenére hogy a népcsoportot 1956-ban ,,rehabilitálták" és 1957-től kezdődően elkezdődhetett hazatérésük, a visszaköltözők közül sokan azzal szemebesültek, hogy az üres otthonokba az ingusokkal ellenséges viszonyban álló, ortodox keresztény oszétok és odatelepített oroszok költöztek. Az ingatlanjaikat és földjeiket nem kapták vissza automatikusan, a hatóságok egykori birtokaik visszavásárlására kötelezték a visszatelepülőket. Az Ingusföld délnyugati részét alkotó Városkörnyéki járást végleg Észak-Oszétiához csatolta a sztálini adminisztráció, az itt élő ingusok különösen rossz helyzetbe kerültek, például nem engedték őket munkához jutni. A Szovjetunió Ingusföldön is másodrendű állampolgárként kezelte a népcsoport tagjait és számos hivatalos, valamint nem hivatalos hátrányos megkülönböztetéssel sújtotta. 

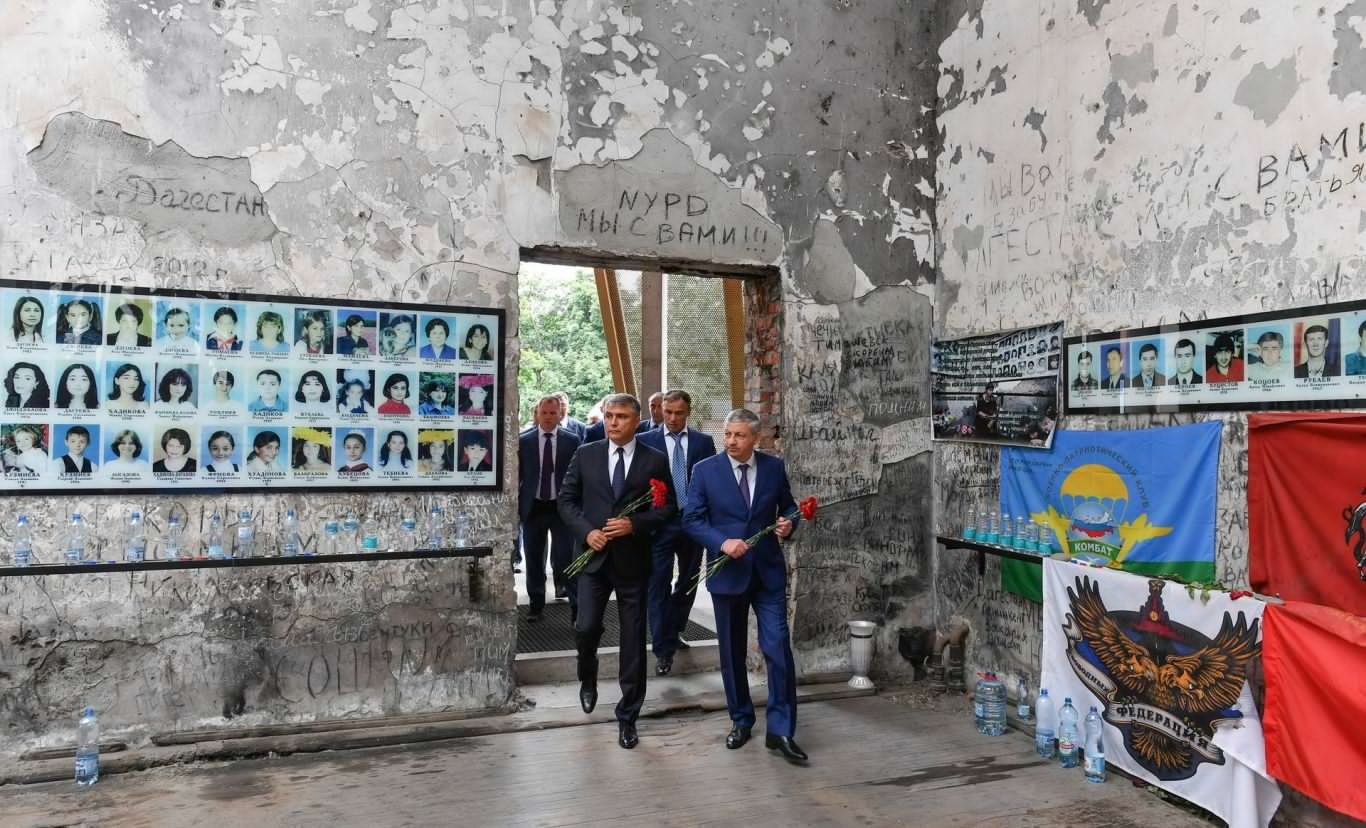
Orosz politikusok érkeznek a beszláni terrortámadás emlékhelyére

A kommunista államhatalom összeomlása sem javított jelentősen az ingusok körülményein, 1992-ben az orosz katonaság bevonult a Városkönyéki járásba, azzal az ürüggyel, hogy fenntartsák békét az oszétok és az ingusok között. Ezzel ellentétben pogromokat indítottak a muszlim népcsoport tagjai ellen, a falvakat kifosztották és lerombolták, aminek következtében 64 000 ingus (a teljes népesség 25%-a) vált otthontalanná és kényszerült Észak-Oszétiából az Ingus Köztársaságba menekülni. Amikor a csecsenek 1994 megkezdték függetlenségi harcukat az oroszok ellen, az ingusok a csecsenekkel szimpatizáltak, de semlegesek maradtak. A népcsoportot érő sorozatos igazságtalanságok is közrejátszottak a muszlim szélsőséges csoportok megerősödésében Ingusföldön, amelynek legtragikusabb eredménye a beszláni túszdráma volt. 2004 szeptember 1-én az észak-oszétiai Beszlán iskolájában ingus és csecsen terroristák  több mint 1100 embert ejtettek foglyul, köztük 777 gyereket. A kitörő tűzharcban 334 túsz halt meg, köztük 186 gyerek, elsősorban oszétok.

## Politikai és társadalmi berendezkedés

### Klánrendszer

Ingus harcost ábrázoló rajz

A csecsenek és ingusok alkotta vainakh nép a hagyományos klánrendszerben teip-nek nevezett törzsekre oszlik, amelyek törzsszövetségeket, tukhum-okat alkotnak. A tukhumok saját népviselettel, szokásokkal és nyelvjárással rendelkeznek. A törzsek befogadhattak más népcsoporthoz tartozókat is, ez a szokás a 20.században is fennmaradt, például az egyik Közép-Ázsiába deportált csecsen teip befogadta a szintén azonos táborba zárt volgai németeket. A Kaukázust érő mongol támadások időszakában vált elterjedtté, hogy minden törzs saját kőtornyot épített magának, amely egyaránt szolgált erődítményként, lakóhelyként, élelmiszerraktárként és a teip hatalmának szimbólumaként. Ezek a tornyok ma is meghatározzák az ingus látképet. A patriarchális vainakh társadalom teljes mértékben az egalitarizmuson alapul. Nincsen egyszemélyes vezető, a döntéseket többnyire a Vének Tanácsa hozza, egyedül háborús időszakokban kerülhet valaki egyedül a tukhum élére. Az ingus törvénykezés az iszlám törvénykezésen, a saríán alapul, de nagy szerepet kap a helyi íratlan becsületkódex, az ádát is.

### Nemek közötti munkamegosztás
A legtöbb kaukázusi néphez hasonlóan az ingusoknál is hagyományosan férfi munkának számított a földművelés, a pásztorkodás, a házak építése és ők voltak felelősek a családi birtok védelméért is. A nők vezették a háztartás, a nevelték a kisgyermekeket, valamint ők gondozták a baromfiudvart és szőtték a ruhákat.

## Hagyományos gazdaság

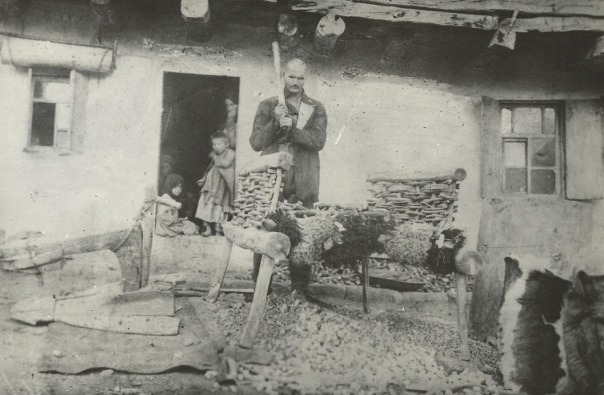
Kukoricacséplés Ingusföldön, 1921

Az ingus hegyvidék lakói hagyományosan állattenyésztéssel, elsősorban pásztorkodással foglalkoztak, míg az alföldeken a gabonafélék termesztése volt a fő megélhetési forrás. A hegyi falvak a hideg időjárás és a megművelhető földek hiánya miatt nem voltak önellátók, emiatt minden évben nagy vásárokat tartottak az alföldi bazárokban, ahol a hegyi lakosok élőállatokat és tojást cseréltek terményekre. A legfontosabb vásárokat Nazranyban és Vlagyikavkazban tartották. A hegyi klánok jövedelmük kiegészítésének érdekében gyakran indultak rablóhadjáratokra a szomszédos területekre.

### Földhasználat

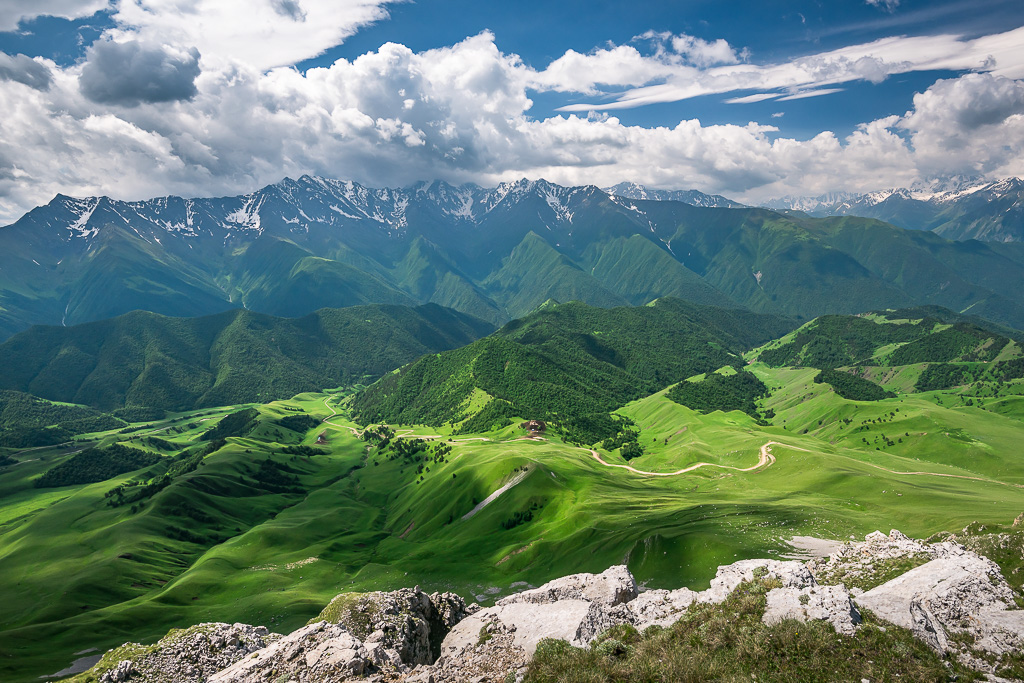
Ingus táj

A házak körüli telkek, kertek és gyümölcsösök, valamint az állatcsordák az egyes családok birtokában voltak, míg a legeltetésre alkalmas mezők a falu vagy a klán közös tulajdonát képezték. Az utak, ösvények, erdők és más, mezőgazdasághoz nem hasznosított területek nem tartoztak senkihez, ugyanakkor szigorú íratlan szabályok vonatkoztak az itteni erőforrások felhasználására is, például hogy melyik fafajtából mennyit lehet kivágni. Miután learatták a terményeiket vagy levágták a szarvasmarhákat, a gazdák a megtermelt élelmiszert  megosztották a vendégeikkel, szomszédaikkal, az ugyanahhoz a klánhoz tartozó családokkal, magasabb rangú nemesek esetében pedig a hatalmuk és védelmük alá tartozókkal is. Egyes magashegységi területeken a földhiány miatt ha egy gazda állatállománya elért egy bizonyos számot, a csordát újraosztották a falu lakói között. Az alföldeken nem volt ilyen probléma, azonban a sztyeppei nomád népek támadásai miatt kockázatos volt nehezen védhető, nagy méretű birtokokat kialakítani.

## Nyelv

A Kaukázus népcsoportjai. Az ingus nyelv elterjedése 15-ös számmal, sárga színnel van jelölve

Az ingus nyelv az északkelet-kaukázusi nyelvek közé tartozik, amely a világ egyik elsődleges nyelvcsaládja és valamivel több mint 30, főleg Dagesztánban beszélt nyelv tartozik ide. Az ingus a csecsennel és bacbi nyelvvel együtt képezi a nyelvcsalád nah ágát, amely mintegy 5000-6000 évvel ezelőtt vált el dagesztáni rokonaitól. A csecsen és az ingus nyelv csak a középkorban vált szét és egészen máig kölcsönösen érthetőek maradtak. Az a tény, hogy évezredek óta ugyanazon a területen beszélik, egész Európában kivételessé teszi az ingus és a csecsen nyelvet, néhány másik kaukázusi nyelven kívül valószínűleg egyedül a baszkokról  mondható még el ez a változatlanság. A nyelvet 2010-ben mintegy 306 000-en beszélték.  Az ingus szó az  Angusht településnévből származik, az oroszok itt léptek kapcsolatba először ingusokkal és a ma már Észak-Oszétiához tartozó helyszínről nevezték el az egész népcsoportot. Az ingusok magukat Ghalghaaj-nak, nyelvüket Ghalghaai Mott-nak nevezik.
A legtöbb őshonos kaukázusi nyelvhez hasonlóan az ingus is rengeteg mássalhangzót tartalmaz. Az arabhoz hasonlóan használ garatban és a nyelvcsapnál képzett hangokat is, valamint jellemzők rá az  ejektív (nagy nyomatékkal kiejtett) mássalhangzók is. Komplex ragozási rendszerrel rendelkezik, tucatnyi  különböző főnévi esettel, számos megkülönböztetett nemmel és összetett mondatszerkezettel, amelyben szerepet játszanak a külön igék alkotta mellékmondatok.  
Az ingus költészet versei elsősorban asszociáción, az azonos ismeretkörön és nyelvtani párhuzamosságon alapulnak. Jellegzetes hagyományos műfajt alkotnak az előre meghatározott hosszúságú, viszont egyértelmű ritmikussággal nem rendelkező hősköltemények, valamint a szintén szigorúan szerkesztett, ám ritmusos lírai költemények. A modern ingus irodalomban európai hatásra már megjelenik a rímek használata is. 
Az első ingus nyelvű források még arab betűkkel íródtak, ezt váltotta fel 1923-ban a latin ábécé. 1938-ban alakították ki a nyelv cirill betűs változatát, azóta ez az írásrendszer a hivatalos.
Az ingusok 97%-a a hétköznapok során elsősorban az ingust használja, azonban szinte mindenki beszél oroszul is. A szovjet időkben a tanítás nyelve az orosz volt, míg néhány tárgyat csecsenül tartottak, ez a gyakorlat folytatódott a rendszerváltozás után is.      

## Vallás

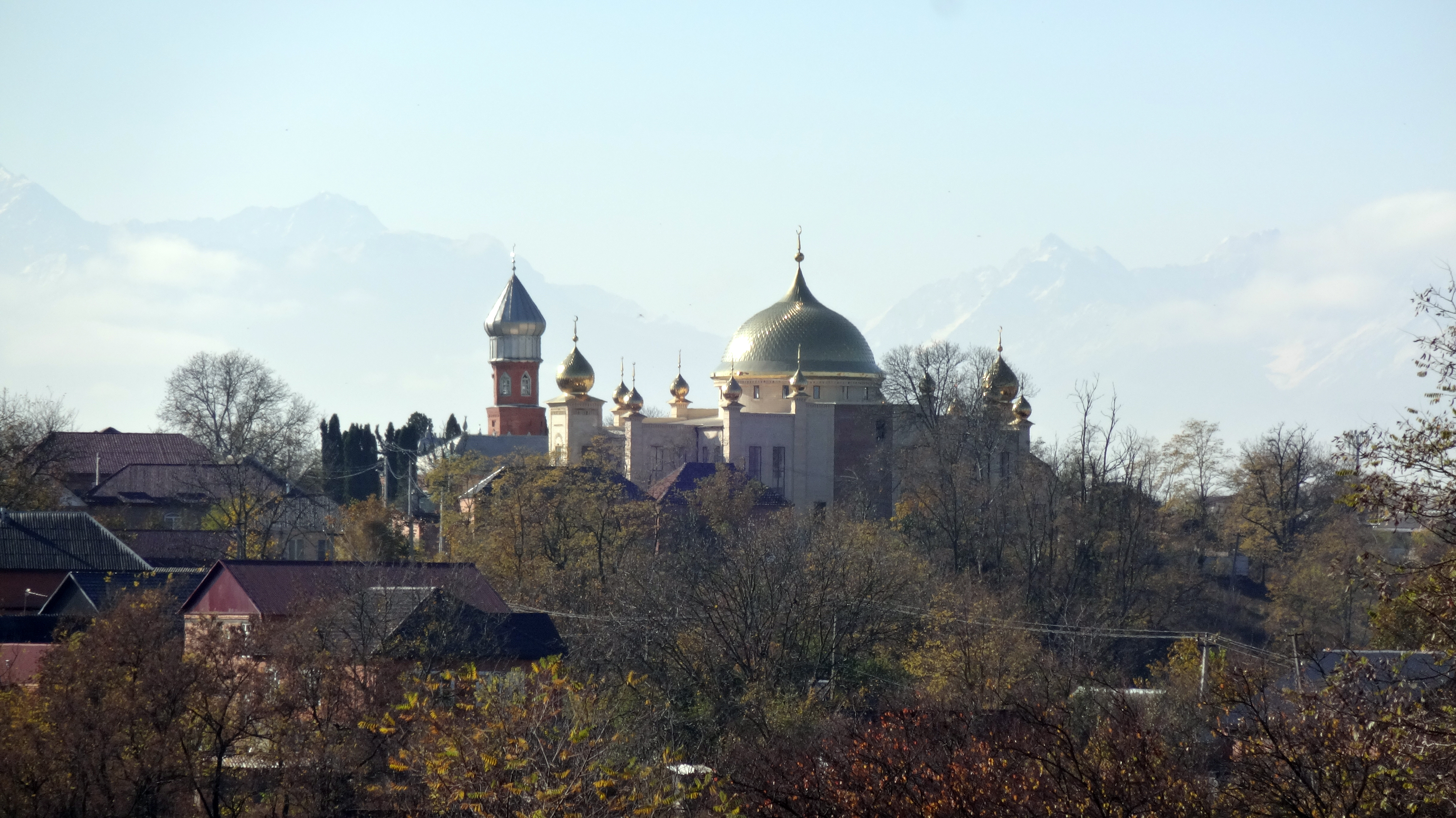
Mecset Nazranyban

A pogány ingusok és a csecsenek többségét a 8.század folyamán grúz misszionáriusok térítették keresztény hitre, azonban a 13. századi mongol invázió következtében a missziós munka is abbamaradt és újból a pogányság vált az uralkodó vallássá. Az iszlám a 18.században erősödött meg, az orosz támadások erőteljesebbé válásával párhuzamosan. Ebben az időszakban több dzsihádot is vezettek a hódító birodalom ellen. Az ingusok többsége jelenleg a szunnita iszlám szúfi ágának iráni eredetű, qadírijja változatát követi, amelyet az erőszakmentességet hirdető, a ,,csecsen Gandhiként" is emlegetett Kunta-Haddzsi hozott el a térségbe. A hagyományok sokat merítenek az iszlám előtti pogány szokásokból, ilyen az eskütétel, az újévi ünnepségek és a tűzugrás is.

## Kultúra

### Építészet

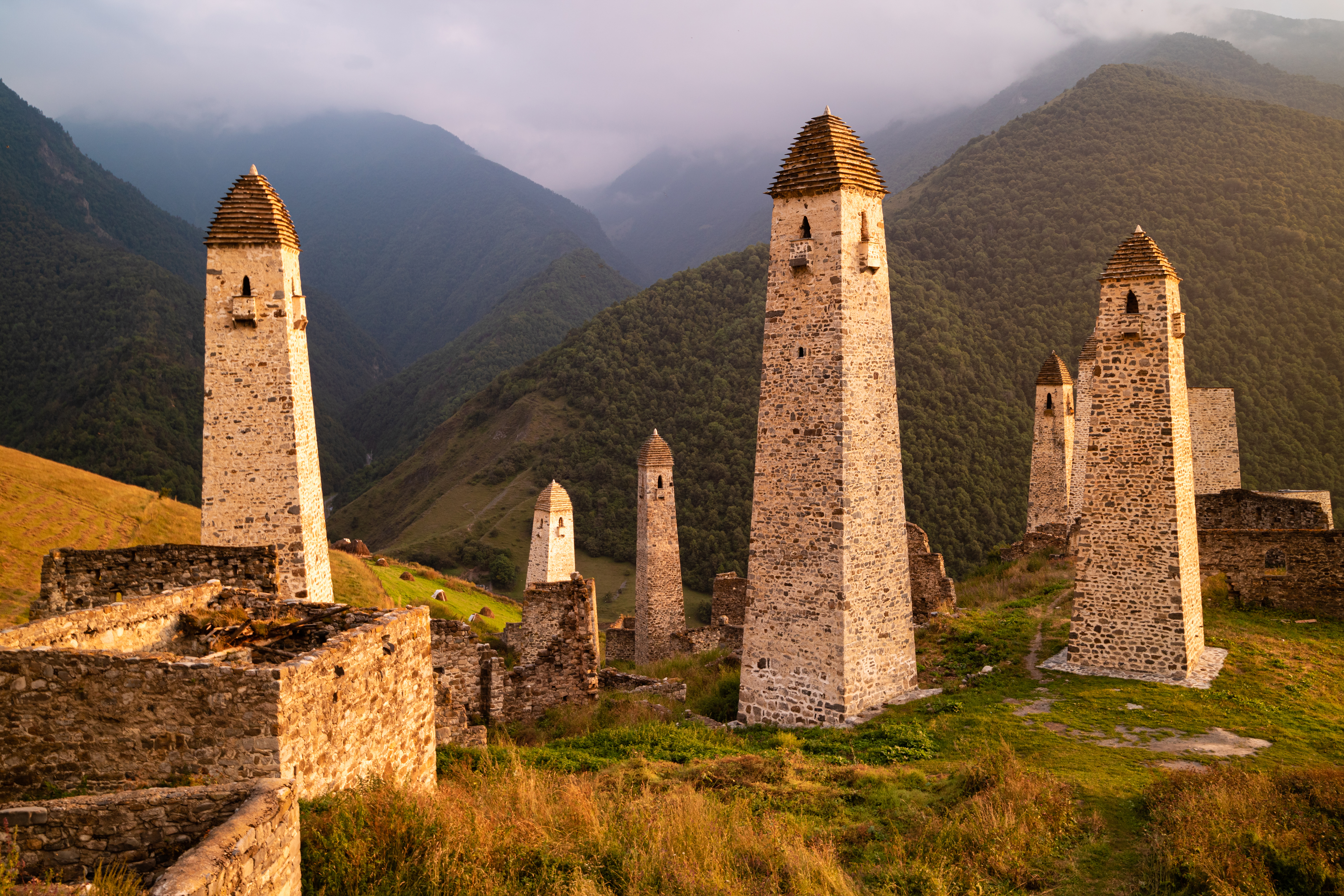
Erzi tornyai

A középkori Ingusföld fejlettségét jelezték az építészeti remekművekként számontartott tornyok, amelyek védelmet nyújtottak a klánoknak. Az ingus mestereknek tilos volt az ország határain túl alkalmazni tudásukat, hogy a jelentős katonai előnyt biztosító toronyépítészet ,,monopólium" maradhasson. A legmagasabb épületek hat emeletet tartalmaznak és elérik a 30 métert is. Az ingus építészet jellegzetes darabjai továbbá a kiterjedt föld alatti és föld feletti kriptarendszerek, amelyek szintén országszerte megtalálhatóak.

### Zene és tánc

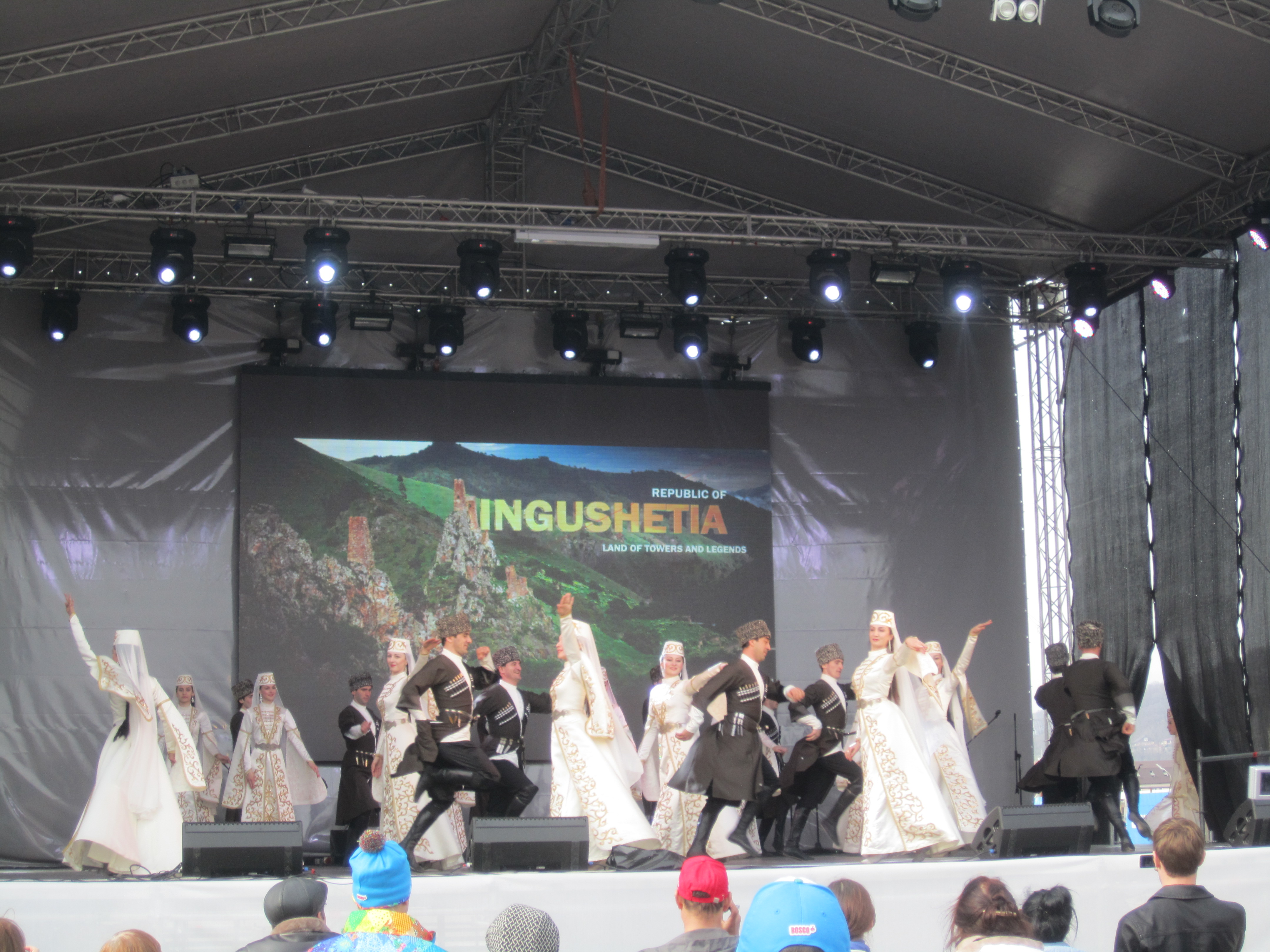
Ingus táncosok

Az ingus és és a csecsen zene nem különíthető el élesen egymástól, a legnépszerűbb hangszer a pandar, amely pengetős hangszerként leginkább a balalajkára hasonlít. A második legfontosabb zenei eszköz a hegedűhöz hasonlító chondrk, fontos szerepet játszik emellett a szájharmonika és esetenként a helyi pásztorfurulyák is. A köztársaság hagyományos zenéjének alapját a pogány hősi énekek, az ilik adják. Hasonló módon ihletet merítenek a pogány Myatsel-kultusz legendáiból is. Az ingus népzene megkülönböztet hallgatnivaló zenéket (laduga asharash) és tánczenéket (khalkharan yish). Ingusföld gazdag néptánckinccsel is rendelkezik, a leggyakoribbak a körtáncok, a leghíresebb a khelkhpr, más néven lezginka, amit népviseletben adnak elő. Az ingusok mindig nagy jelentőséget tulajdonítottak a táncnak, a legemlékezetesebb előadók neve évszázadokon át fennmaradt.